# Pływanie na Letnich Igrzyskach Olimpijskich 2016 – 4 × 100 m stylem zmiennym mężczyzn
4 × 100 m stylem zmiennym mężczyzn – jedna z konkurencji pływackich, które odbyły się podczas XXXI Igrzysk Olimpijskich w Rio de Janeiro. Eliminacje miały miejsce 12 sierpnia, a finał 13 sierpnia.
Tytuł mistrzów olimpijskich z 2012 roku obroniła reprezentacja Stanów Zjednoczonych.

## Terminarz
Wszystkie godziny podane są w czasie brazylijskim (UTC-03:00) oraz polskim (CEST).
| Data             | Godzina rozpoczęcia | Godzina rozpoczęcia |            |
| Data             | UTC-03:00           | CEST                |            |
| ---------------- | ------------------- | ------------------- | ---------- |
| 12 sierpnia 2016 | 15:48               | 20:48               | Eliminacje |
| 13 sierpnia 2016 | 23:04               | 4:04                | Finał      |

## Rekordy
Przed zawodami rekord świata i rekord olimpijski wyglądały następująco:
| Rekord            | Reprezentacja | Czas    | Miejsce | Data             |
| ----------------- | --- | ------- | ------- | ---------------- |
| Rekord świata     | Stany Zjednoczone · Aaron Peirsol (52,19) · Eric Shanteau (58,57) · Michael Phelps (49,72) · David Walters (46,80) | 3:27,28 | Rzym    | 2 sierpnia 2009  |
| Rekord olimpijski | Stany Zjednoczone · Aaron Peirsol (53,16) · Brendan Hansen (59,27) · Michael Phelps (50,15) · Jason Lezak (46,76)  | 3:29,34 | Pekin   | 17 sierpnia 2008 |

W trakcie zawodów ustanowiono następujące rekordy:
| Data        | Etap konkurencji | Reprezentacja                                                                                                  | Czas    | Rekord |
| ----------- | ---------------- | --- | ------- | ------ |
| 13 sierpnia | finał            | Stany Zjednoczone · Ryan Murphy (51,85) · Cody Miller (59,03) · Michael Phelps (50,33) · Nathan Adrian (46,74) | 3:27,95 | OR     |

- W finale na pierwszej zmianie sztafety Ryan Murphy ustanowił nowy rekord świata na dystansie 100 m stylem grzbietowym uzyskując czas 51,85.

## Wyniki

### Eliminacje
| Miejsce | Wyścig | Tor | Państwo           | Zawodnik | Czas    | Uwagi |
| ------- | ------ | --- | ----------------- | --- | ------- | ----- |
| 1.      | 1      | 5   | Wielka Brytania   | Chris Walker-Hebborn (53,68) Adam Peaty (57,49) James Guy (51,48) Duncan Scott (47,82)                      | 3:30,47 | Q,    |
| 2.      | 2      | 4   | Stany Zjednoczone | David Plummer (52,70) Kevin Cordes (59,51) Tom Shields (51,88) Caeleb Dressel (47,74)                       | 3:31,83 | Q     |
| 3.      | 2      | 3   | Japonia           | Ryosuke Irie (53,57) Yasuhiro Koseki (59,02) Takurō Fujii (51,83) Katsumi Nakamura (48,01)                  | 3:32,33 | Q     |
| 4.      | 1      | 4   | Australia         | Mitch Larkin (53,53) Jake Packard (59,80) David Morgan (51,25) Cameron McEvoy (47,99)                       | 3:32,57 | Q     |
| 4.      | 2      | 8   | Chiny             | Xu Jiayu (53,45) Li Xiang (59,17) Li Zhuhao (51,81) Ning Zetao (48,14)                                      | 3:32,57 | Q     |
| 6.      | 1      | 2   | Rosja             | Grigorij Tarasiewicz (53,54) Anton Czupkow (59,39) Jewgienij Koptelow (51,98) Aleksandr Suchorukow (48,04)  | 3:32,95 | Q     |
| 7.      | 2      | 6   | Brazylia          | Guilherme Guido (53,96) Felipe França Silva (59,64) Henrique Martins (51,64) Marcelo Chierighini (47,72)    | 3:32,96 | Q     |
| 8.      | 1      | 3   | Niemcy            | Jan-Philip Glania (53,86) Christian vom Lehn (1:00,17) Steffen Deibler (51,51) Damian Wierling (48,13)      | 3:33,67 | Q     |
| 9.      | 2      | 7   | Węgry             | Gábor Balog (54,08) Daniel Gyurta (59,91) Bence Pulai (51,82) Richard Bohus (48,08)                         | 3:33,89 |       |
| 10.     | 2      | 5   | Francja           | Camille Lacourt (53,68) Theo Bussiere (1:01,22) Jérémy Stravius (51,70) Clément Mignon (47,87)              | 3:34,47 |       |
| 11.     | 1      | 1   | Włochy            | Simone Sabbioni (54,71) Andrea Toniato (1:00,62) Piero Codia (51,78) Luca Dotto (47,74)                     | 3:34,85 |       |
| 12.     | 1      | 6   | Polska            | Radosław Kawęcki (54,68) Marcin Stolarski (1:00,32) Konrad Czerniak (51,82) Kacper Majchrzak (48,36)        | 3:35,18 |       |
| 13.     | 2      | 2   | Południowa Afryka | Christopher Reid (54,26) Cameron van der Burgh (59,87) Dylan Bosch (52,94) Devon Brown (48,43)              | 3:35,50 |       |
| 14.     | 1      | 8   | Litwa             | Danas Rapšys (54,85) Giedrius Titenis (59,68) Deividas Margevičius (53,08) Simonas Bilis (48,29)            | 3:35,90 |       |
| 15.     | 2      | 1   | Grecja            | Apostolos Christou (54,68) Panagiotis Samilidis (1:00,87) Andreas Vazaios (53,27) Kristian Gołomeew (47,93) | 3:36,75 |       |
| 16.     | 1      | 7   | Kanada            | Javier Acevedo (54,70) Jason Block (1:00,80) Mack Darragh (53,53) Yuri Kisil (47,89)                        | 3:36,92 |       |

### Finał
| Miejsce | Tor | Państwo           | Zawodnik                                                                                               | Czas      | Uwagi |
| ------- | --- | ----------------- | --- | --------- | ----- |
| 1 !     | 5   | Stany Zjednoczone | Ryan Murphy (51,85) Cody Miller (59,03) Michael Phelps (50,33) Nathan Adrian (46,74)                   | 3:27,95   | OR    |
| 2 !     | 4   | Wielka Brytania   | Chris Walker-Hebborn (53,68) Adam Peaty (56,59) James Guy (51,35) Duncan Scott (47,62)                 | 3:29,24   | NR    |
| 3 !     | 6   | Australia         | Mitch Larkin (53,19) Jake Packard (58,84) David Morgan (51,18) Kyle Chalmers (46,72)                   | 3:29,93   |       |
| 4.      | 7   | Rosja             | Jewgienij Ryłow (52,90) Anton Czupkow (59,10) Aleksandr Sadownikow (52,08) Władimir Morozow (47,22)    | 3:31,30   |       |
| 5.      | 3   | Japonia           | Ryosuke Irie (53,46) Yasuhiro Koseki (58,65) Takurō Fujii (51,56) Katsumi Nakamura (48,30)             | 3:31,97   |       |
| 6.      | 1   | Brazylia          | Guilherme Guido (54,23) João Gomes Júnior (58,59) Henrique Martins (51,52) Marcelo Chierighini (48,50) | 3:32,84   |       |
| 7.      | 8   | Niemcy            | Jan-Philip Glania (54,14) Marco Koch (59,63) Steffen Deibler (51,69) Damian Wierling (48,04)           | 3:33,50   |       |
| 8 !     | 2   | Chiny             | Xu Jiayu (53,21) Li Xiang (58,59) Li Zhuhao Ning Zetao                                                 | 9:99,99 ! | DSQ   |